# ロベルト・ガリアルディーニ
ロベルト・ガリアルディーニ（Roberto Gagliardini, 1994年4月7日 - ）は、イタリア・ベルガモ出身のサッカー選手。ACモンツァ所属。ポジションはMF。

## 経歴

### クラブ
地元ベルガモのアタランタBCで育成され、2013年12月4日に行われたコッパ・イタリアのサッスオーロ戦でスタメン出場を果たしトップチームデビューを飾った。その後セリエB所属のACチェゼーナ、スペツィア・カルチョ、ヴィチェンツァ・カルチョへのレンタル移籍を経験。アタランタ復帰後の2016年5月15日、ジェノアCFC戦でセリエAデビューを果たした。
2017年1月11日、インテルナツィオナーレ・ミラノへ2年間の買取義務付きレンタルで移籍を果たした。加入直後からポジションを掴み、2017年3月5日のカリアリ戦でインテルでの初得点を記録した。
2023年7月7日、ACモンツァに移籍した。

### 代表
2016年11月7日、負傷したクラウディオ・マルキジオの代役としてイタリア代表に初招集され、2017年3月28日に行われたオランダとの親善試合でイタリア代表デビューを果たした。